# Белобровик
Белобро́вик (лат. Turdus iliacus); другие русские названия — белобро́вый дрозд, дрозд-белобро́вик, дрозд-оре́ховник) — вид птиц семейства дроздовых. Выделяют два подвида. Самый мелкий и один из наиболее обычных на территории бывшего СССР представителей рода дроздов.

## Общий вид

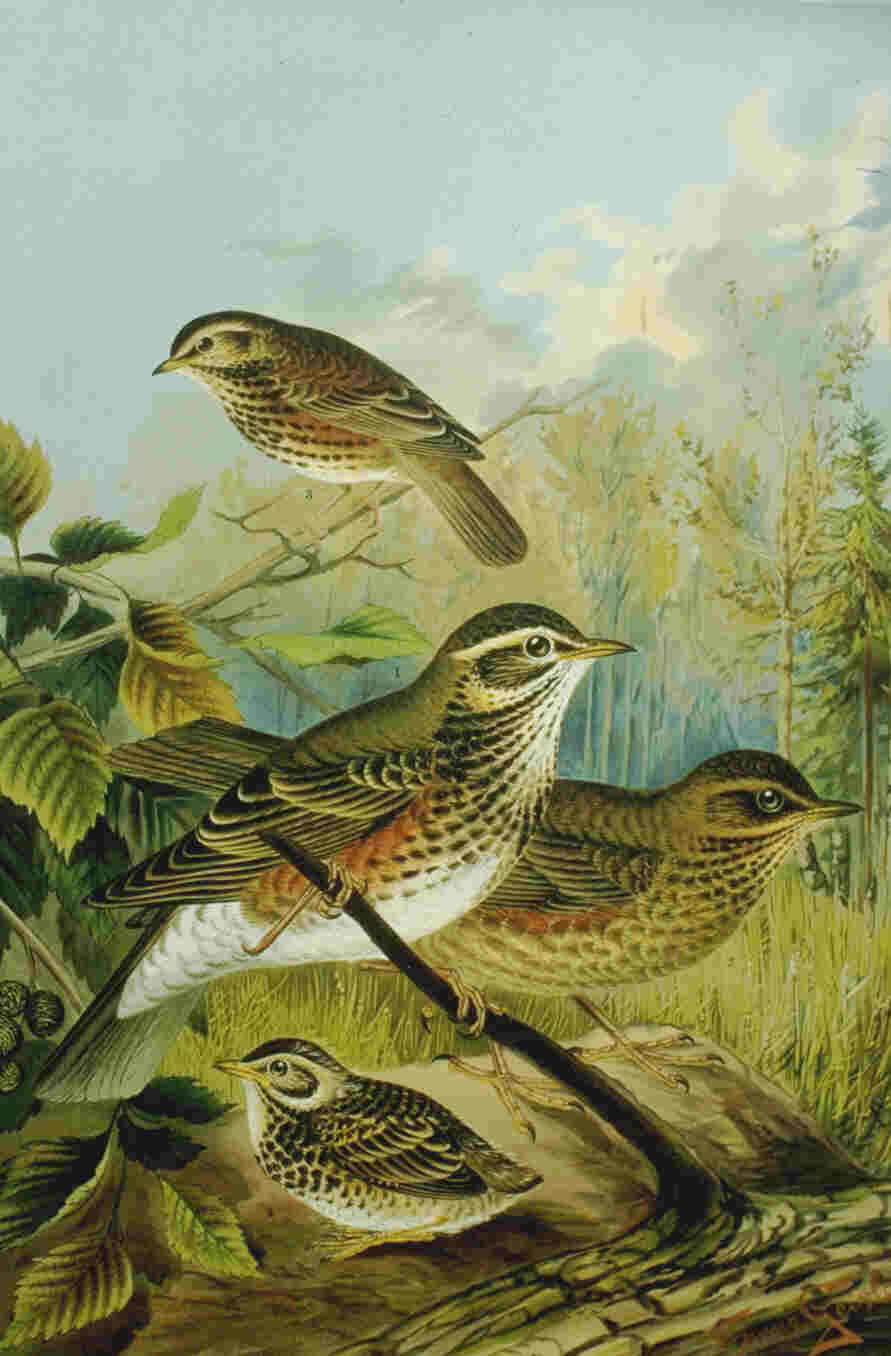
Самец, самка и молодые особи белобровика

Длина 22 см, вес редко превышает 60 г. Цвет буровато-зелёный (оливково-бурый) на спине и светлый с тёмными (оливково-бурыми) пятнышками снизу. Бока груди и нижние кроющие перья крыла ржаво-рыжие. Над глазами находится беловато-жёлтая бровь; отсюда — русское название этой птицы. Самка выглядит бледнее самца.

## Распространение
Обитает в Северной Европе и Азии; гнездится на севере Европы и Азии и в Гималаях, зимой мигрирует в более южные регионы, до Африки.
Ещё в XIX веке белобровик встречался в России крайне редко, его размножение носило неожиданный и бурный характер. Примечателен случай внезапного появления в парке Лесного института под Петербургом большого количества этих птиц в 1901 году. Они поселились в этом месте сразу и уже никогда не покидали территорию парка. Позднее, когда парк стал не столь тих и безлюден, белобровики ежегодно стали селиться здесь и выводить птенцов.
Ныне эту птичку можно встретить и в других местах, в самых различных городах России и бывшего СССР.

## Образ жизни
Белобровик — птица, не боящаяся холода. Этот вид дроздов рано прилетает и поздно улетает с места гнездования. В общей сложности белобровик пребывает в этих местах около полугода. Начала прилёта птиц зависят также и от погодных условий и могут варьировать от одной до трёх недель. Как правило, массовые прилёты в места гнездования начинаются в апреле и заканчиваются в начале мая.
В городских парках белобровик селится более сгущенно, а в естественных лесах, где гораздо больше места, рассредоточенно. Эта птица предпочитает берёзовое мелколесье, в котором присутствует небольшая примесь еловой поросли. Белобровик предпочитает светлые места, где много кустарников и есть водоёмы, и избегает тёмных еловых или сосновых лесов. На Карельском перешейке он селится в каменистых местах, где растёт только низкорослая растительность. Можно сказать, что гнездование белобровика очень разнообразно, птица может приспособиться к любым условиям, но всё же густой, заросший лес, тайга, для них является менее предпочтительным для гнездования, чем молодые и светлые леса, или парки. По земле в поисках пищи передвигаются в основном шагом, но могут легко переходить на скачки (в русских деревнях дроздов называли — «поскочи»).
Белобровик смело осваивает новые территории, оседая на гнездовье сначала единичными особями, потом, образуя мелкие группы, а после, стоит только «первооткрывателям» «одобрить» эти места, сюда налетают птицы этого вида в большом количестве, образуя семьи для вывода птенцов.

## Питание
Питание белобровиков состоит, в основном, из насекомых, дождевых червей, различных бабочек и гусениц. Дождевых червей, в период выкармливания птенцов, белобровики приносят в клювах не по одному, а целым пучком, который опускается в гнездо, а потом уже распределяется между птенцами. Способ добычи пищи у этих птиц очень схож со способом певчего дрозда и рябинника.

## Размножение
Белобровики приступают к строительству гнёзд в конце апреля, примерно через неделю после начала строительства откладывается первое яйцо. Если птица селится в готовом гнезде, то яйцекладка ускоряется. Во время выбора гнезда или его строительства птица становится очень осторожной, она делает всё, чтобы гнездо было незаметным.

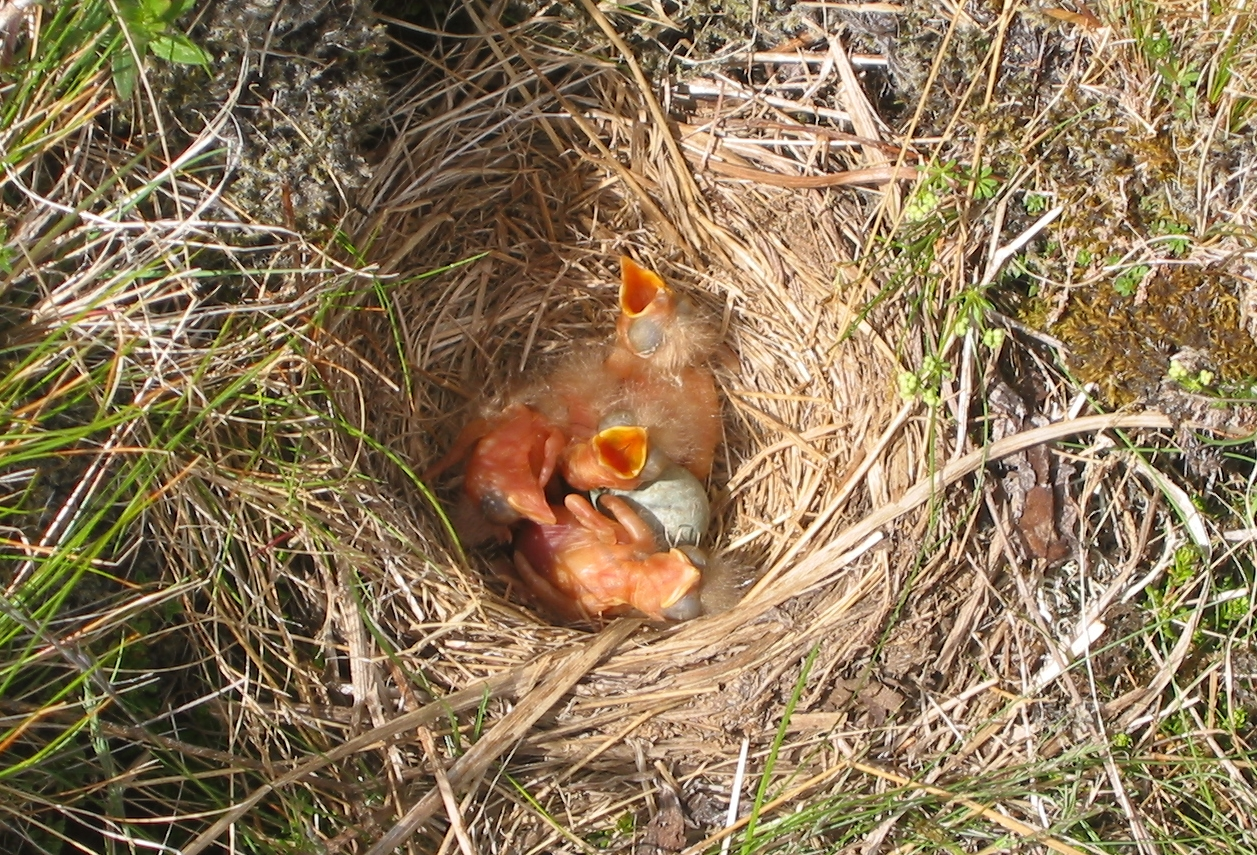
Птенцы белобровика в гнезде на земле

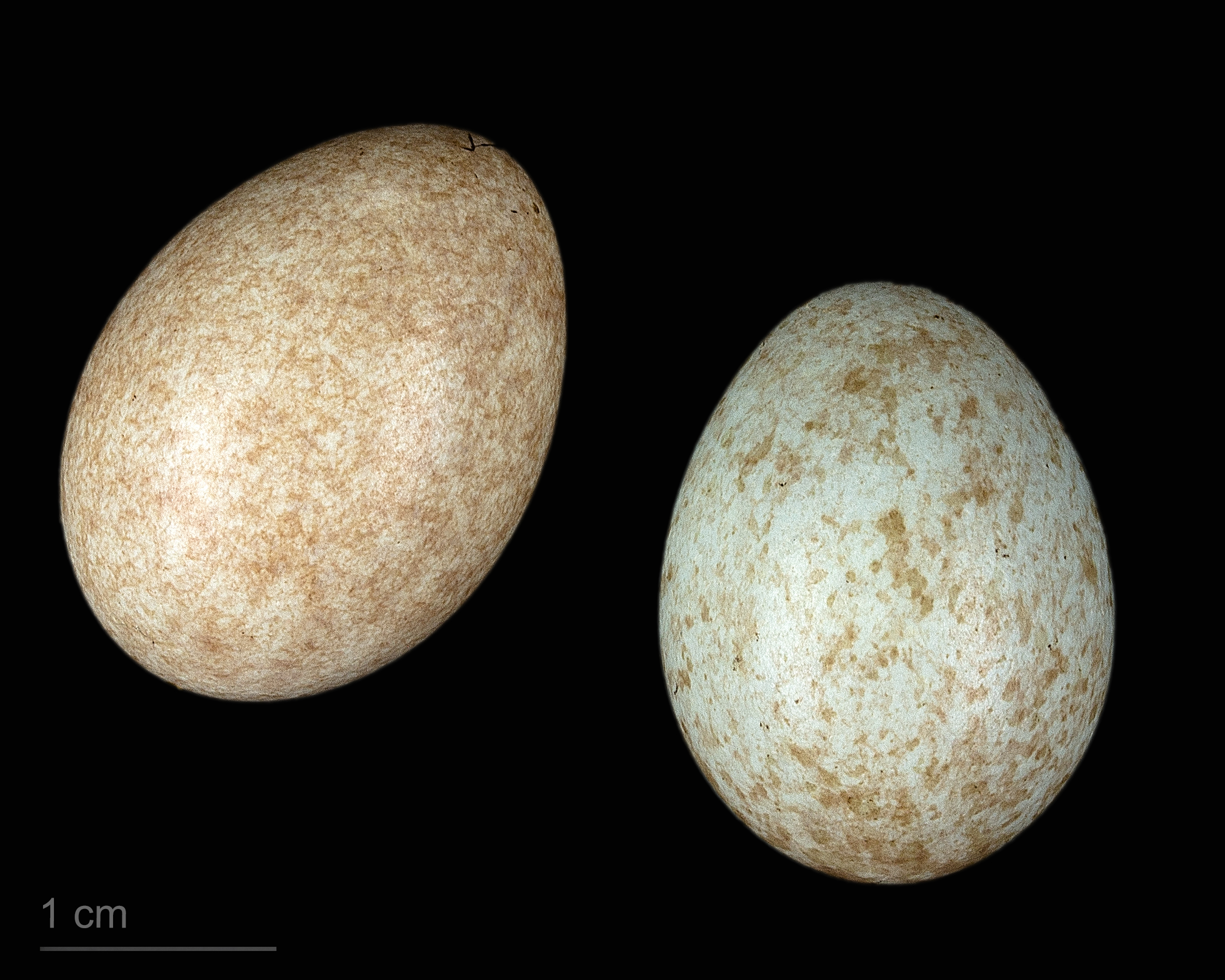
яйцо Turdus iliacus coburni - Тулузский музеум

Для белобровиков характерно размещать гнездо близко к земле. Если только имеется надёжная маскировка и опора, птицы с удовольствием устраивают там гнездовье. Любят они основания различных деревьев, или используют небольшие полусгнившие пни. Крайне редко можно увидеть гнездо белобровика, расположенное на возвышенности, в дуплах деревьев, или на заборах и оградах. Но, если у белобровиков будет выбор — сделать гнездовье на возвышенности, или просто на земле, заросшей травой, то второй вариант для этих птиц будет предпочтительным. Единственным исключением являются парки, которые часто посещаются людьми. В этом случае, белобровики делают гнезда на деревьях, вне достигаемости посетителей парка.
Форма гнезда у белобровиков может меняться в зависимости от места гнездования. Если основа прочная, то и гнездо будет более массивным и большим. А если гнездо строится на тонких ветках кустарника, то оно будет лёгким и изящным. Можно увидеть хаотично сделанное гнездо в случае расположения его на земле, и примитивное гнездо в виде ямки, находящееся в глубине трухлявого пня.
Белобровики — птицы довольно неприхотливые, но им нужна скрытость гнезда, поэтому гнёзда, созданные искусственно для привлечения этих птиц, если они находятся в скрытом месте, пользуются спросом и популярностью у многих особей.
При благоприятных погодных условиях очень часто у белобровиков бывают повторные кладки после того, как птенцы первого выводка уже воспитаны и слетают с гнезда. Например, в южной Карелии и во многих европейский странах, таких как Германия, замечено, что количество особей, повторно гнездящихся, меняется каждый год. Дважды откладывают яйца и выводят птенцов не более одной трети белобровиков, а в холодные годы второго выводка может и не быть вообще.
Самка откладывает от трёх до шести яиц, крайне редко больше семи или меньше трёх. К концу сезона количество яиц в гнёздах уменьшается.

## Вылет из гнезда
После того, как птенцы покидают гнездо, а происходит это через 10—12 дней после появления на свет, они живут прямо на земле. Они, даже не умея летать, очень подвижны и перемещаются на достаточно большие расстояния от своего жилья. Однако они не теряют друг друга, так как постоянно слышат голос друг друга, а родители направляют действия своих детей, показывая, куда нужно направляться. Как только птенец осваивает способность летать, его подвижность ещё более возрастает, но взлетают они только в том случае, если им грозит опасность.
Петь молодые самцы начинают в возрасте 16—18 дней, назвать это пением ещё трудно, но все эти скрипы и писки являются только началом.

## Перелёты и миграции
Всё лето белобровики мигрируют, передвигаясь с одного места в другое, к моменту вывода птенцов миграции ослабевают, а к августу—сентябрю начинают перерастать в осенний перелёт. Белобровики активно летают по ночам, готовясь к перелёту. Призывные сигналы носят массовый характер и раздаются в тёмное время суток над лесами, парками и над городом. Летают птицы, как правило, небольшими стайками или поодиночке; благодаря сигналам друг друга, они чётко определяют места кормёжки и слетаются туда довольно большими стаями.
Осенняя миграция носит массовый характер в конце сентября — начале октября. Отдельные особи запаздывают с перелётом и их можно видеть в лесах и городских парках даже в начале ноября. Эти поздние вылеты связаны с хорошим урожаем рябины, когда белобровикам хватает пищи. Отмечены случаи зимовки этих птиц, в этом случае они стараются держаться ближе к жилью человека и к тем местам, где на рябинах осталось много ягод.

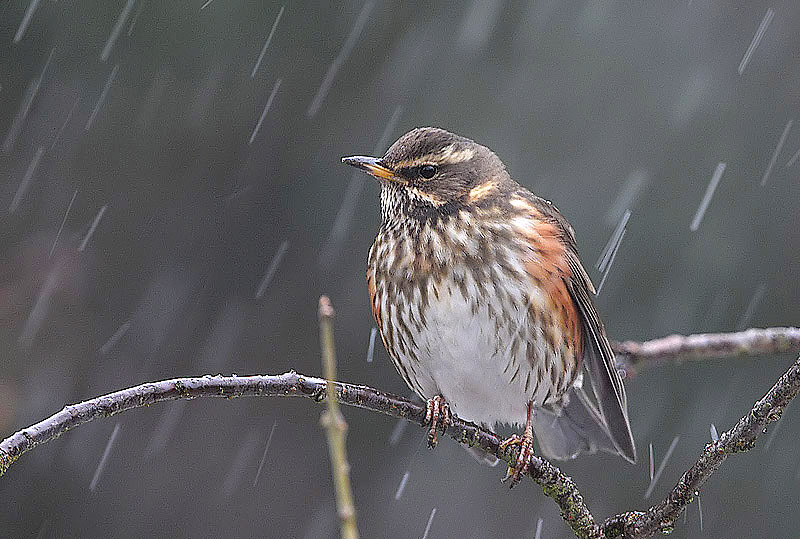
Белобровик под дождём

На зимовку белобровики улетают, главным образом, на юго-запад Европы, на запад Франции, в Португалию и в Италию. Птицы, окольцованные в России, встречались в Бельгии и даже на острове Корсика.
Если птицы вывелись в одном районе, это совсем не означает, что они будут зимовать вместе. Как правило, они разлетаются на довольно большие расстояния, измеряемые несколькими километрами. Зимовочный ареал очень велик и не ограничивается какой-либо определённой местностью.

## Пение белобровика
Песня белобровика состоит из трехсложных негромких повторяющихся свистов «ци-фли-хин, ци-фли-хин, ци-фли-хин», завершающихся короткой трелью. Позыв — тонкое попискивание «си-си-си».
В том случае, когда белобровики живут не плотными группами и не могут слышать пение друг друга, песня звучит индивидуально и каждая особь строит свою песню сама. Однако, если группа белобровиков имеет схожий или одинаковый напев, это вовсе не значит, что эта группа включает в себя птиц, связанных родством. Учёными доказано, что молодые дрозды-белобровики крайне редко возвращаются в те места, где они родились. Состав птиц ежегодно обновляется молодыми особями, прилетающими с других мест. Молодые белобровики достаточно быстро перенимают пение у старых птиц, а потом, в свою очередь, передают его следующим поколениям. Тем самым, «местная песня» имеет продолжение и не теряется годами.
Белобровики поют возле гнёзд в местах размножения, пение продолжается до середины июля, в зависимости от местности гнездования. Иногда можно услышать пение птиц осенью, но это бывает крайне редко и не свойственно этому виду птиц.

## Классификация
Вид подразделён на два подвида:
- T. i. coburni
- T. i. iliacus

## Генетика
Молекулярная генетика
- Депонированные нуклеотидные последовательности в базе данных EntrezNucleotide, GenBank, NCBI, США: 64 (по состоянию на 18 октября 2020 года).
- Депонированные последовательности белков в базе данных EntrezProtein, GenBank, NCBI, США: 60 (по состоянию на 18 октября 2020 года).